# Kalu Uche
Kalu Uche (Aba, 15 november 1982) is een Nigeriaans betaald voetballer die bij voorkeur uitkomt als vleugelspeler.
Uche speelde onder meer voor Espanyol en Wisła Kraków. Met Wisła Kraków werd hij landskampioen in 2003 en won hij in 2002 en 2003 de Poolse beker. Hij verruilde in 2005 Girondins de Bordeaux voor UD Almería.
Op 21 juni 2003 debuteerde hij tegen Angola in het Nigeriaans voetbalelftal. Hij is de oudere broer van Ikechukwu Uche. Hij nam met zijn vaderland deel aan het WK voetbal 2010 in Zuid-Afrika, waar The Super Eagles onder leiding van de Zweedse bondscoach Lars Lagerbäck voortijdig werden uitgeschakeld in een groep met Argentinië, Griekenland en Zuid-Korea. Uche scoorde tweemaal tijdens dat toernooi.

## Carrière
- 1998        : Enyimba FC
- 1999-2000   : Heartland FC
- 2000-2001   : Espanyol
- 2001-2005   : Wisła Kraków
- 2004-2005   : Bordeaux (op huurbasis)
- 2005-2011 : UD Almería
- 2011-2012: Espanyol
- 2012-2013: Kasımpaşa SK
- 2013-2014: El Jaish SC
- 2014-2015: Al-Rayyan
- 2015: Levante UD
- 2015: FC Pune City
- 2016: UD Almería
- 2017: UD Almería
- 2017–2018: Delhi Dynamos
- 2018–2019: ATK
- 2021- : Águilas FC